# Cà phê latte
Cà phê latte (hay gọi đơn giản là latte) (/ˈlɑːteɪ/ or /ˈlæteɪ/) là một thức uống có nguồn gốc từ Ý bao gồm các nguyên liệu chính là cà phê và sữa được đánh lên, đồ uống này được tiêu thụ thường xuyên cả ở nhà và tại các quán cà phê, quán bar.

## Tên gọi
Tên gọi của loại thức uống này bắt nguồn từ tiếng Ý caffè e latte [kafˌfɛ e lˈlatte], caffelatte [kaffeˈlatte] hay caffellatte [kaffelˈlatte], có nghĩa là "cà phê & sữa".
Từ này cũng thường được đánh vần là latté hay lattè trong tiếng Anh với các loại dấu trọng âm khác nhau, có thể là cường điệu cao hoặc biểu thị rằng từ này không được phát âm theo các quy tắc của chính tả tiếng Anh.

## Tổng quan
Ở Bắc Âu và Scandinavia, thuật ngữ café au lait theo truyền thống đã được sử dụng để biểu thị cho sự kết hợp giữa espresso và sữa. Tại Pháp, café latte hầu hết được biết đến từ tên gốc của thức uống (caffè latte hoặc caffelatte); sự kết hợp giữa espresso và sữa đánh (khuấy) tương đương với "latte" trong tiếng Pháp gọi là grand crème hay tiếng Đức là Milchkaffee hoặc ở Áo là Wiener Melange.

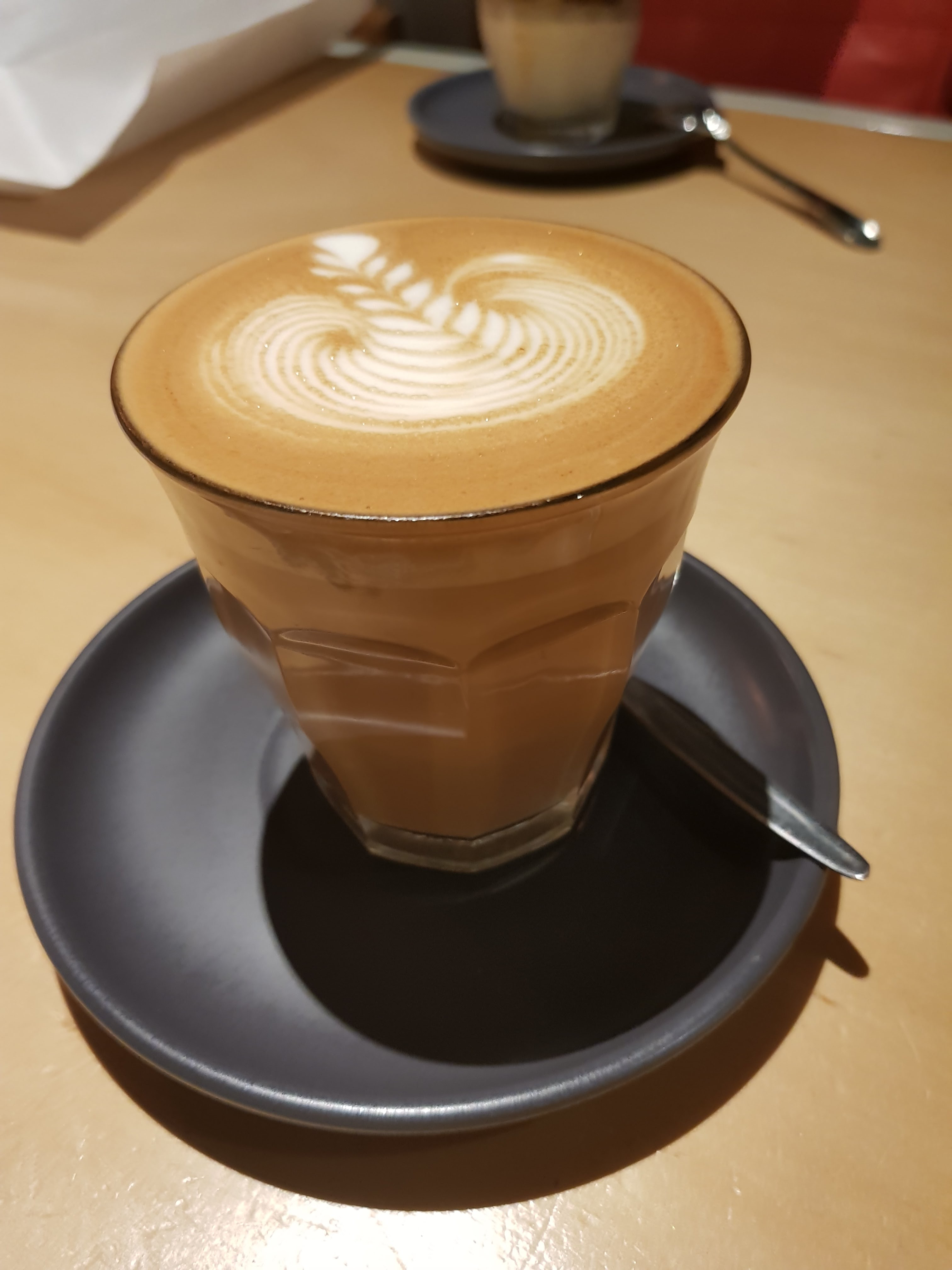
Nghệ thuật vẽ Latte Art
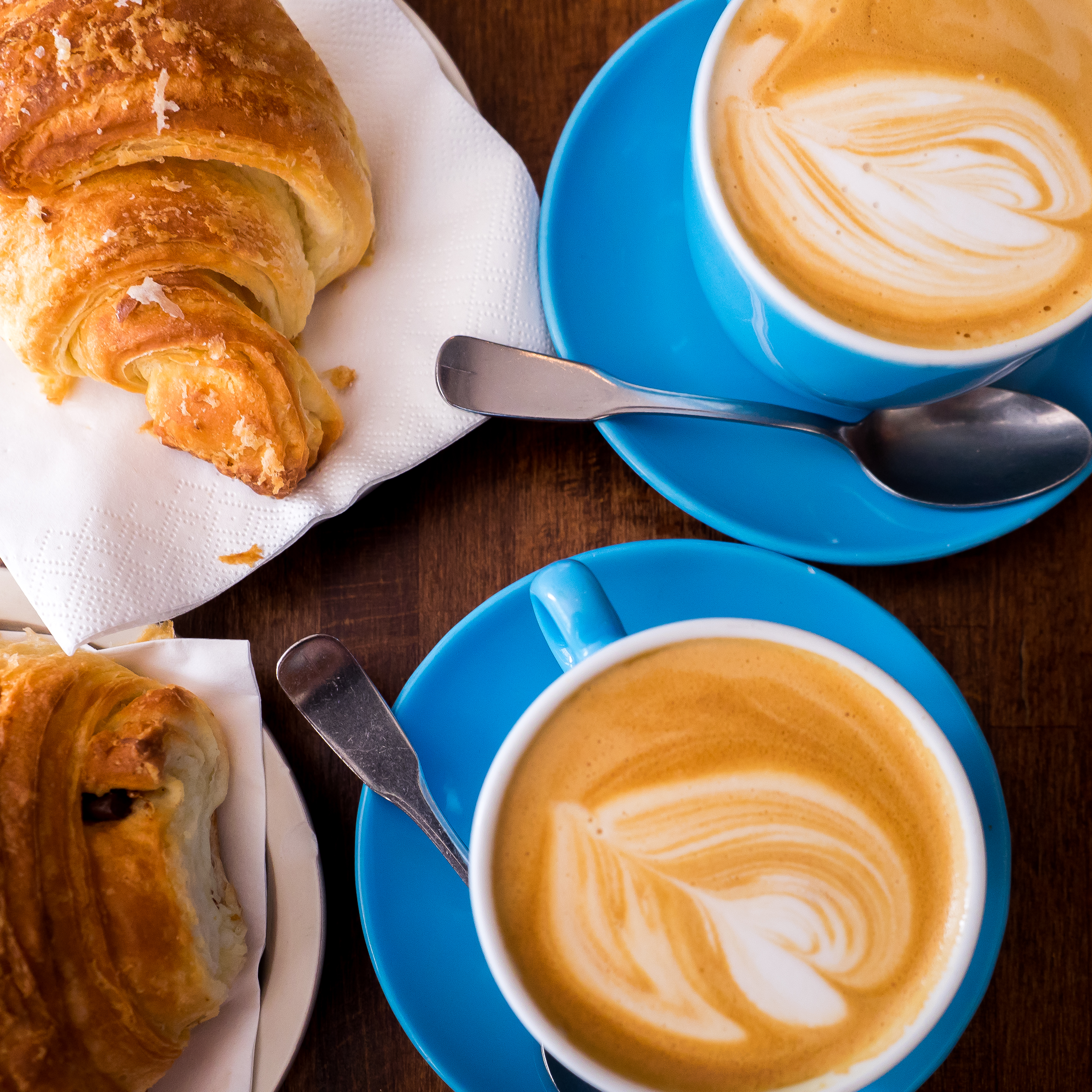
Latte tại quán cafe ở New York
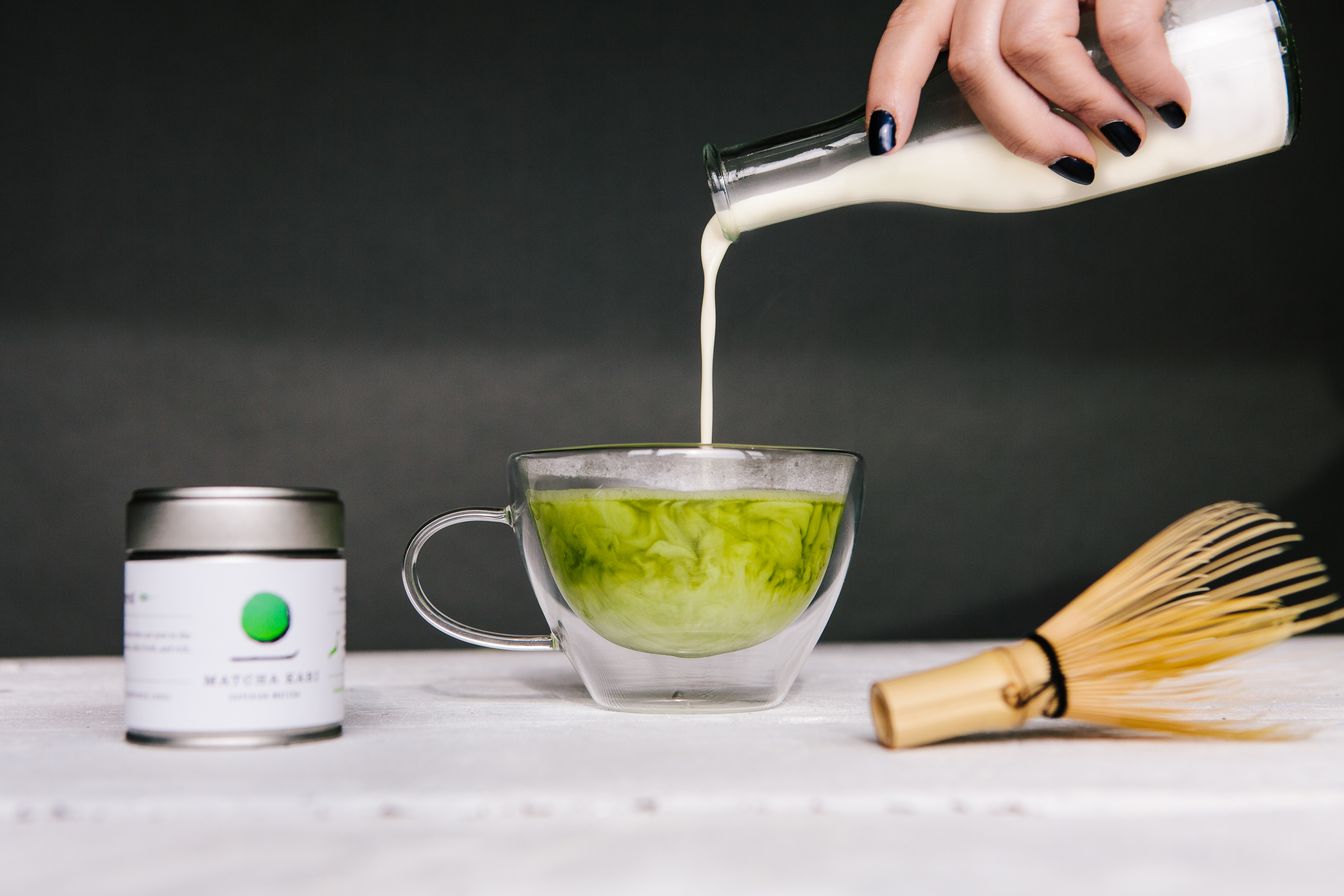
Sữa được dùng để pha cà phê latte

Các biến thể của latte bao gồm cà phê mocha có hương vị sô cô la hoặc thay thế cà phê bằng một loại đồ uống khác như masala chai (trà gia vị Ấn Độ), mate, matcha, nghệ hoặc Rooibois; các loại sữa khác, chẳng hạn như sữa đậu nành hoặc sữa hạnh nhân, cũng được sử dụng.

## Chế biến

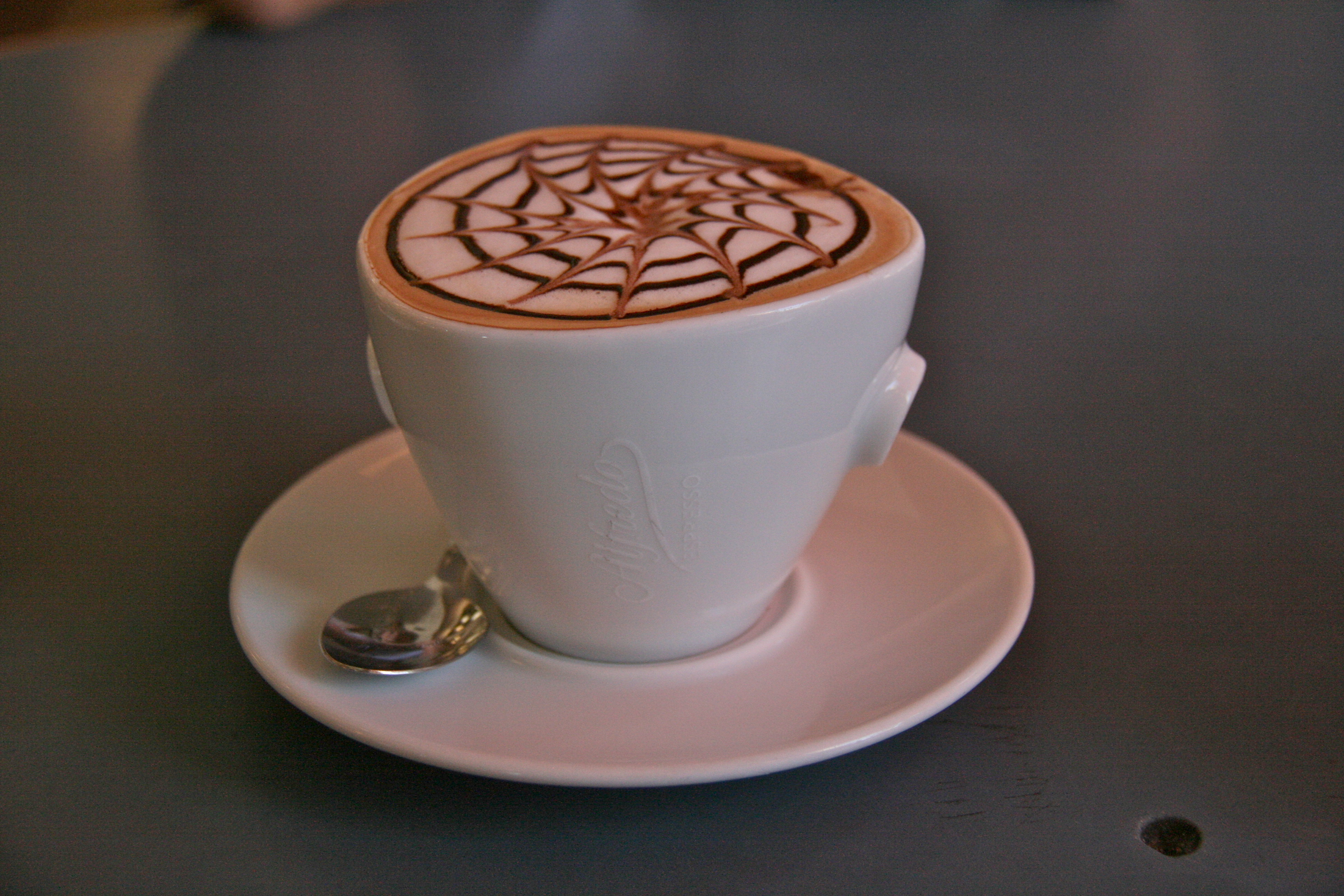
Cà phê latte với nghệ thuật latte
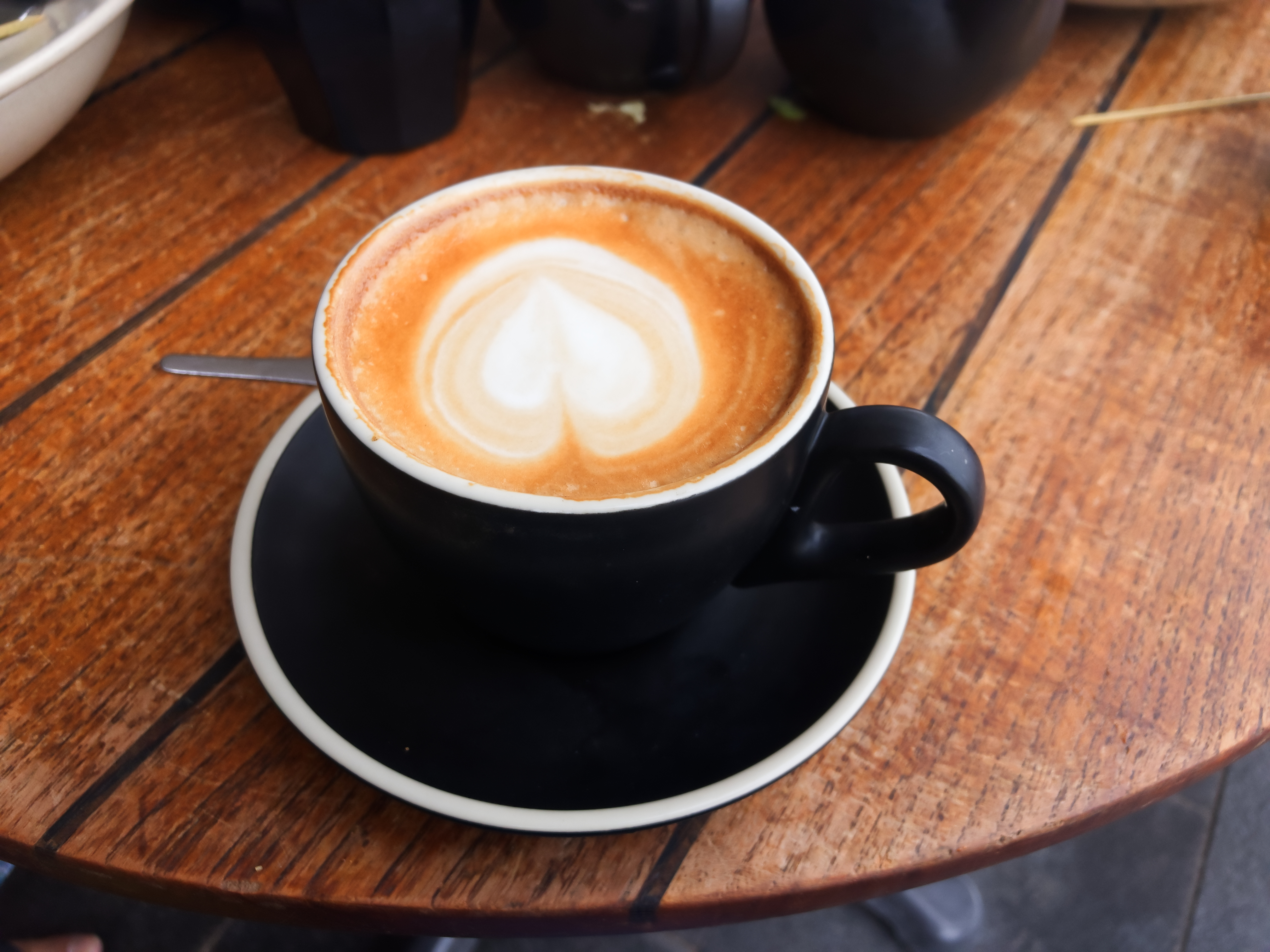
Một tách cà phê với bữa trưa tại bãi biển Merewether, Úc

### Cà phê latte và latte macchiato

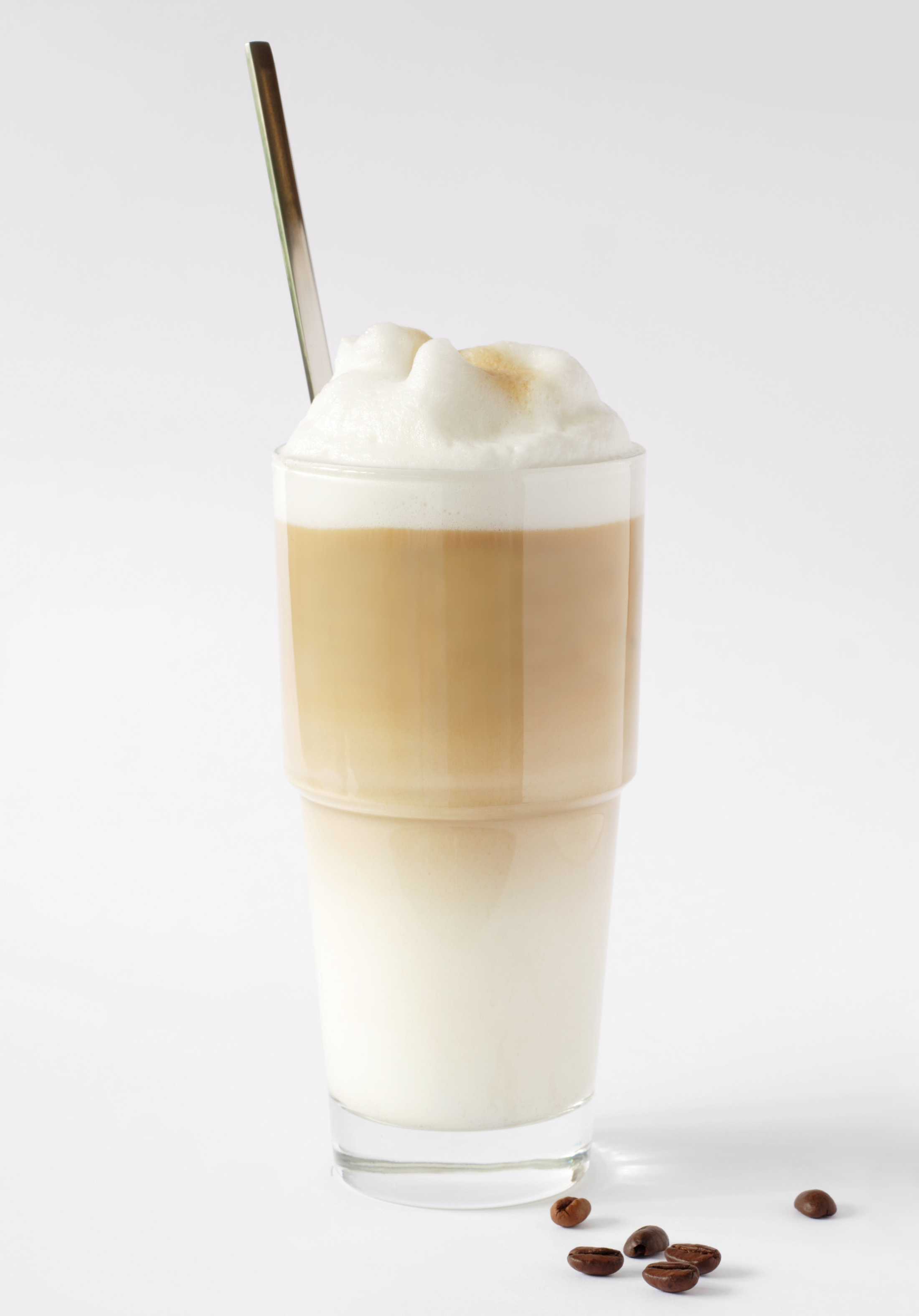
Một ly cà phê latte macchiato

## Phong cách phục vụ

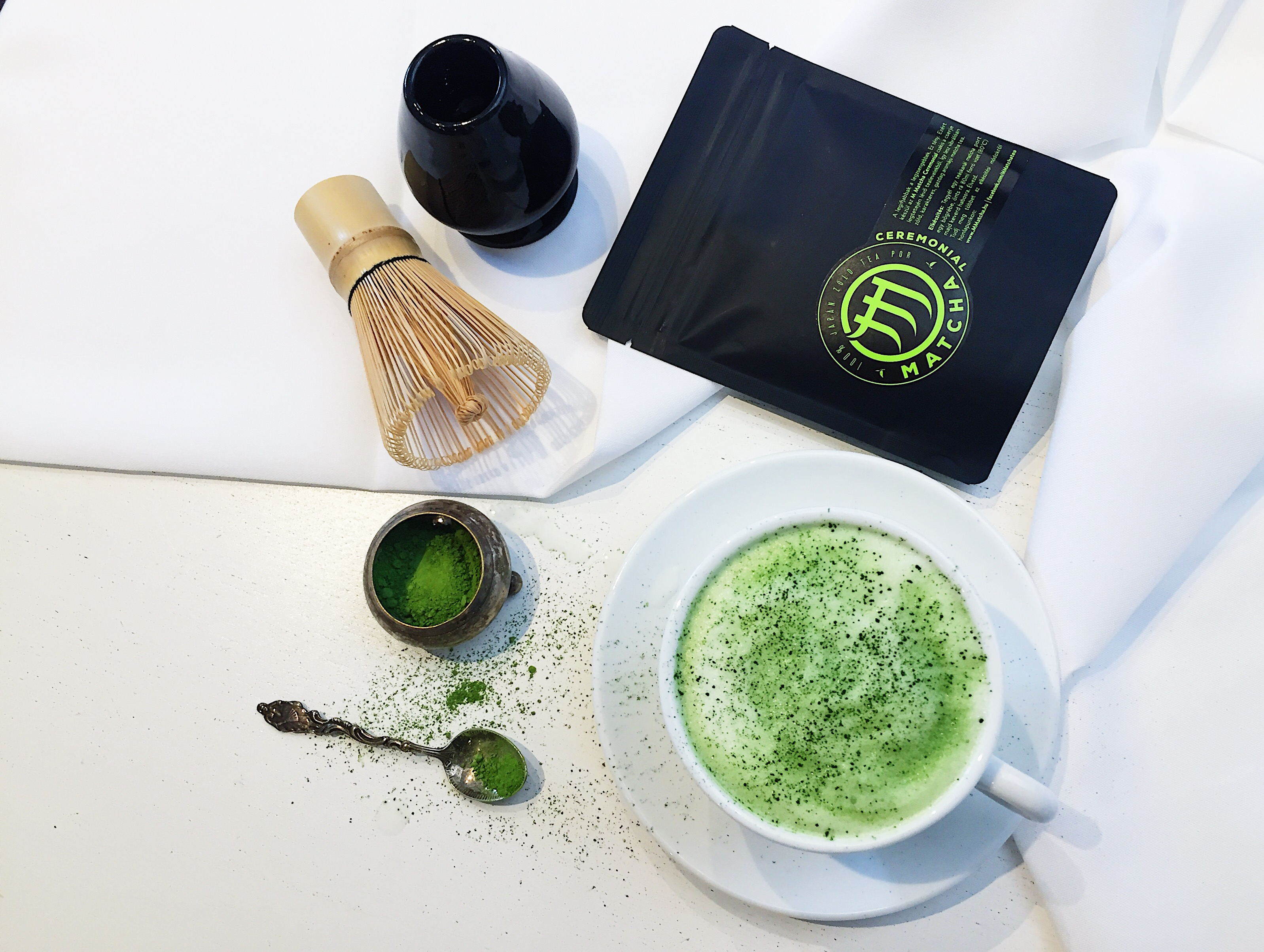
Một tách latte được làm bằng matcha, được gọi là latte trà xanh, là một biến thể phổ biến của latte có thể thấy tại các quốc gia Đông Á
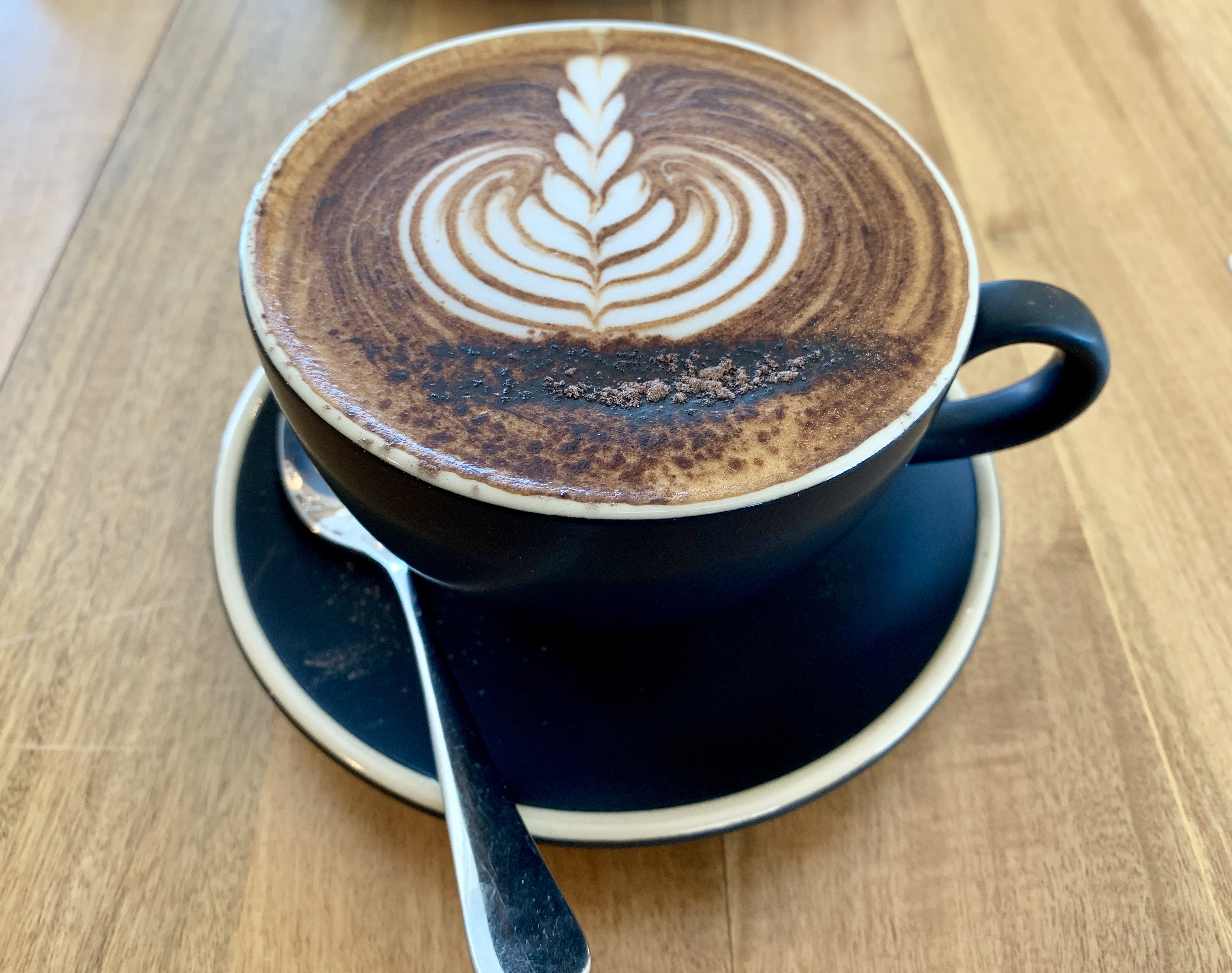
Nghệ thuật tạo hình trên tách latte
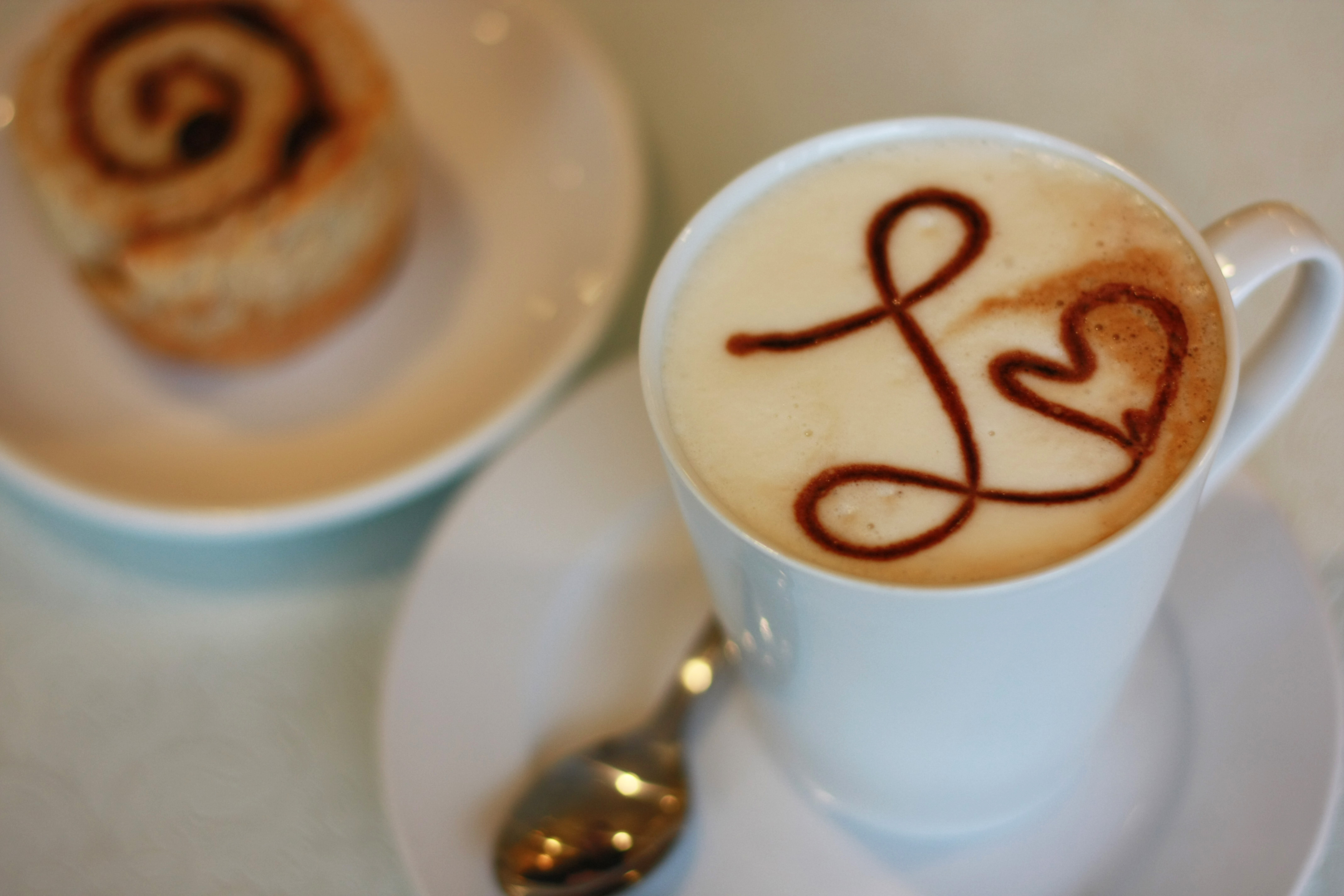
Latte caramel cho người ăn chay
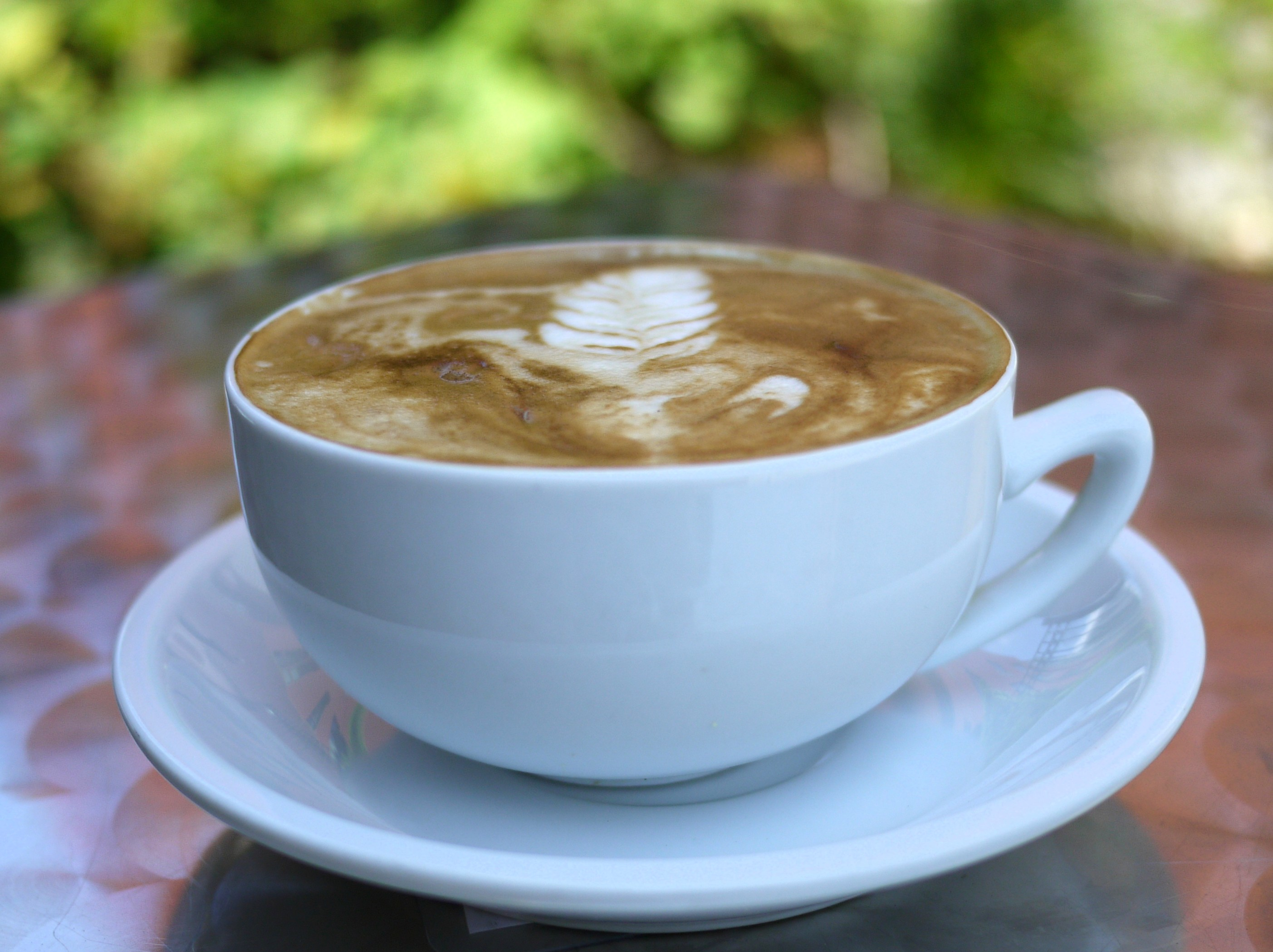
Tách latte được làm sữa đậu nành